# Evangelisch-lutherisches Pfarrhaus (Baiersdorf)

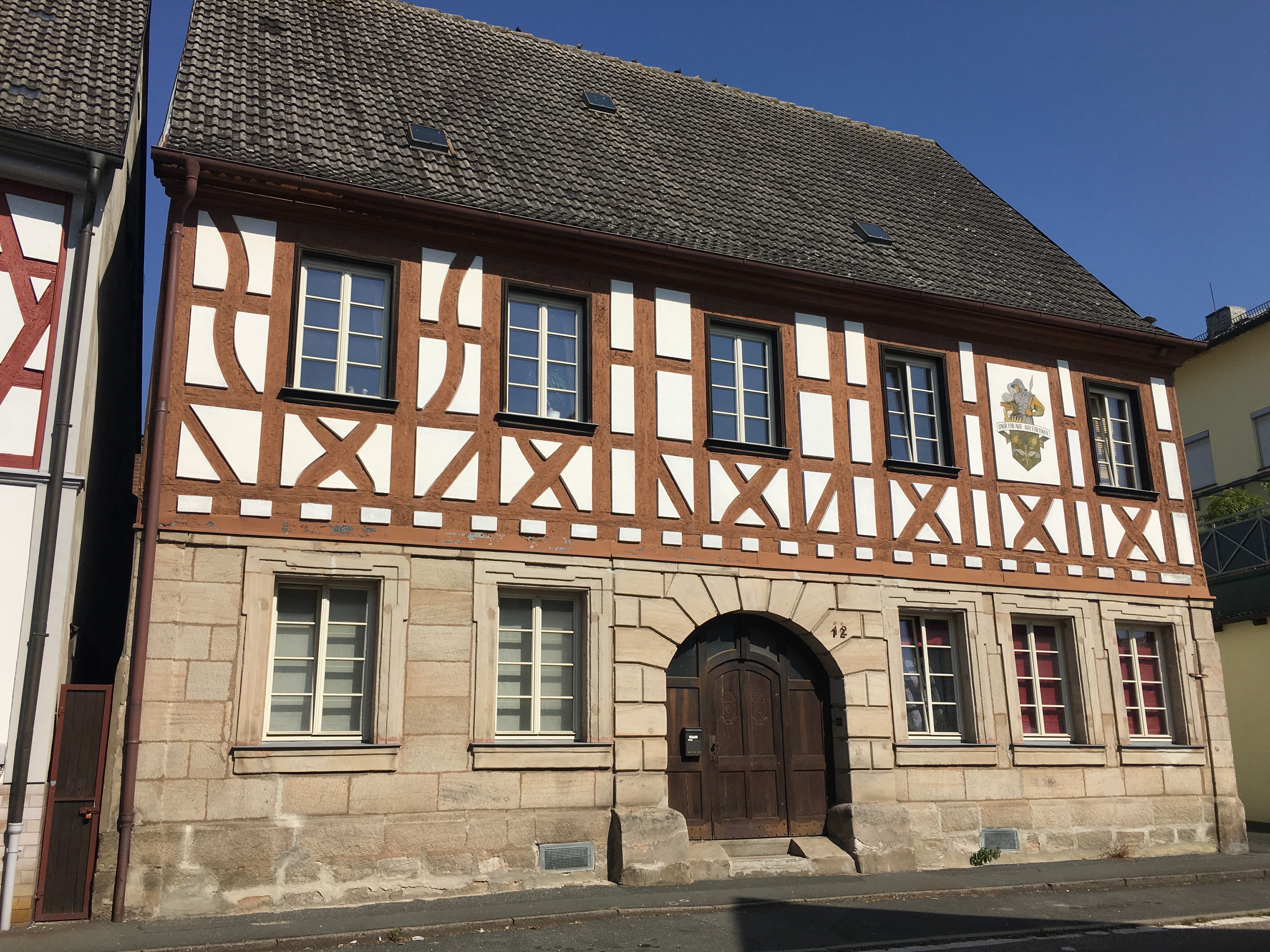
Evangelisch-lutherisches Pfarrhaus in Baiersdorf

Das evangelisch-lutherische Pfarrhaus in Baiersdorf, einer Gemeinde im mittelfränkischen Landkreis Erlangen-Höchstadt in Bayern, wurde Mitte des 18. Jahrhunderts errichtet. Das Pfarrhaus an der Pfarrgasse 12 steht auf der Liste der geschützten Baudenkmäler in Bayern.
Der zweigeschossige Satteldachbau mit einem Erdgeschoss aus Sandsteinquadern und einem Fachwerkobergeschoss besitzt sechs Fensterachsen an der Straßenseite. Das Fachwerk ist mit Andreaskreuzen und geschweiften Hölzern geschmückt. An der rechten Seite ist ein Wappen und der Wahlspruch „Einer für alle – Alle für einen“ angebracht. 
Das Rundbogenportal wird von mächtigen Quadersteinen eingefasst.